# Max Mamers

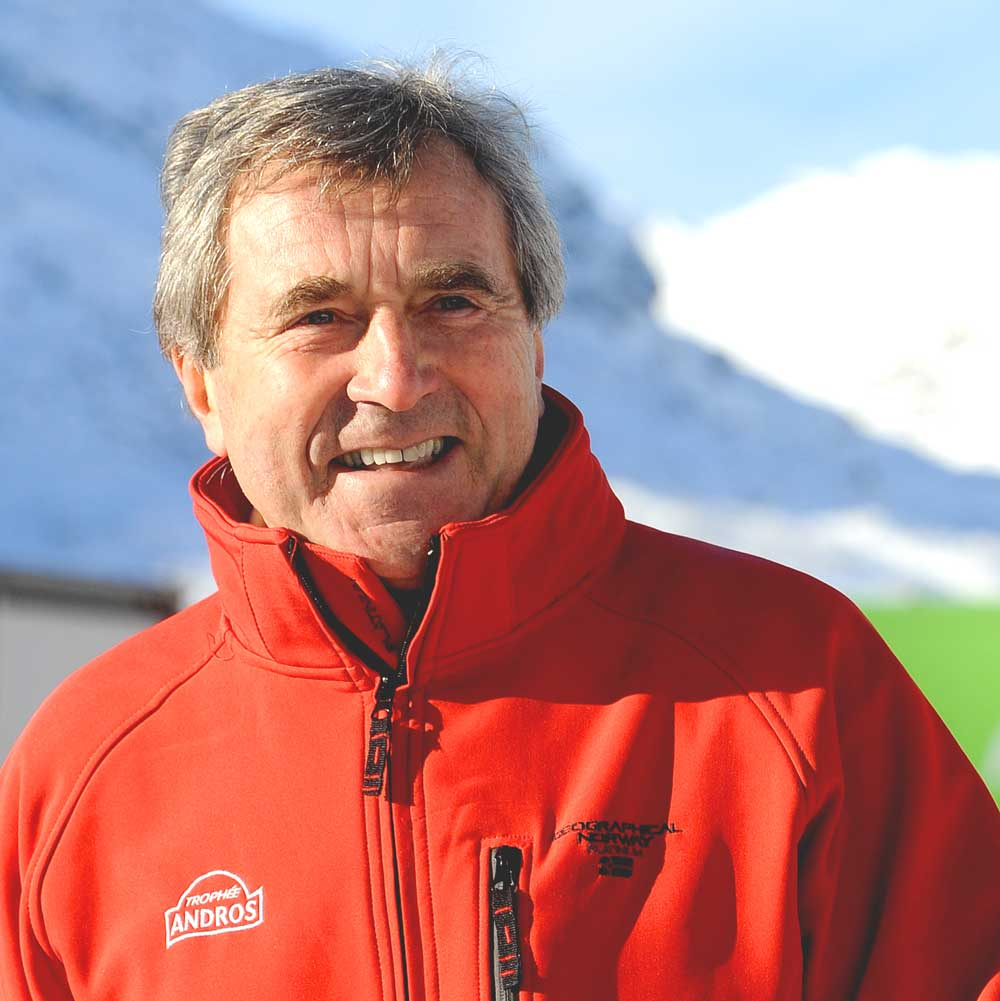
Max Mamers 2014

Max Mamers (* 26. Mai 1943 in Objat) ist ein ehemaliger französischer Autorennfahrer und Mitbegründer der Trophée Andros.

## Karriere
Die Rennkarriere von Max Mamers begann Anfang der 1970er-Jahre. Der Franzose bestritt 1971 und 1972 Rennen in der Formel Renault, hierbei ging er sowohl in der französischen als auch in der internationalen Meisterschaft an den Start. Im Monopostosport blieb er jedoch relativ erfolglos, sein Name ist vielmehr mit dem Sportwagensport, dem Rallycross-Sport und den Trophäe-Andros-Eisrennen verbunden.
1974 bestritt der für Grac-Gotti Rennen zur Sportwagen-Weltmeisterschaft und gab sein Debüt beim 24-Stunden-Rennen von Le Mans. Gemeinsam mit Xavier Lapeyre konnte er auf einem Grac-Gotti MT20 das Rennen aber nicht beenden. 1975 wurde er Werksfahrer bei Welter Racing und schaffte 1977 auf einem WM P76 mit dem 15. Rang die erste Zielankunft für Welter in Le Mans. Seine beste internationale Platzierung auf der Rundstrecke an der Sarthe war der 11. Gesamtrang in Le Mans 1980 auf einem WM P80.
Später feierte der Franzose im Rallycross große Erfolge, wo er 1982 und 1983 auf einem Talbot Matra Murena die französische Meisterschaft gewann. 1985 (Citroën Visa 4×4) und 1986 (BMW 325i 4×4) konnte er Vizemeister werden, 1987 (BMW M3 und BMW 635 CSi) belegte er den dritten Rang. 1990, nach dem Ende seiner aktiven Karriere, gründete der zusammen mit dem Unternehmer Frédéric Gervoson die Trophée Andros, eine französische Eisrennserie, deren Organisationschef er bis heute ist.

## Statistik

### Le-Mans-Ergebnisse
| Jahr | Team                   | Fahrzeug        | Teamkollege        | Teamkollege    | Platzierung             | Ausfallgrund     |
| ---- | ---------------------- | --------------- | ------------------ | -------------- | ----------------------- | ---------------- |
| 1974 | Mamers-Grac-Gotti-Meca | Grac-Gotti MT20 | Xavier Lapeyre     |                | Ausfall                 | Kupplungsschaden |
| 1977 | WM A.E.R.E.M.          | WM P76          | Jean-Daniel Raulet | Xavier Mathiot | Rang 15                 |                  |
| 1978 | WM A.E.R.E.M.          | WM P77          | Jean-Daniel Raulet |                | Ausfall                 | Kupplungsschaden |
| 1979 | WM A.E.R.E.M.          | WM P79          | Jean-Daniel Raulet | Serge Saulnier | Rang 14 und Klassensieg |                  |
| 1980 | WM Esso                | WM P80          | Jean-Daniel Raulet |                | Rang 11                 |                  |
| 1981 | WM A.E.R.E.M.          | WM P81          | Jean-Daniel Raulet | Michel Pignard | Ausfall                 | Unfall           |